# Dirk Marie Schenkeveld

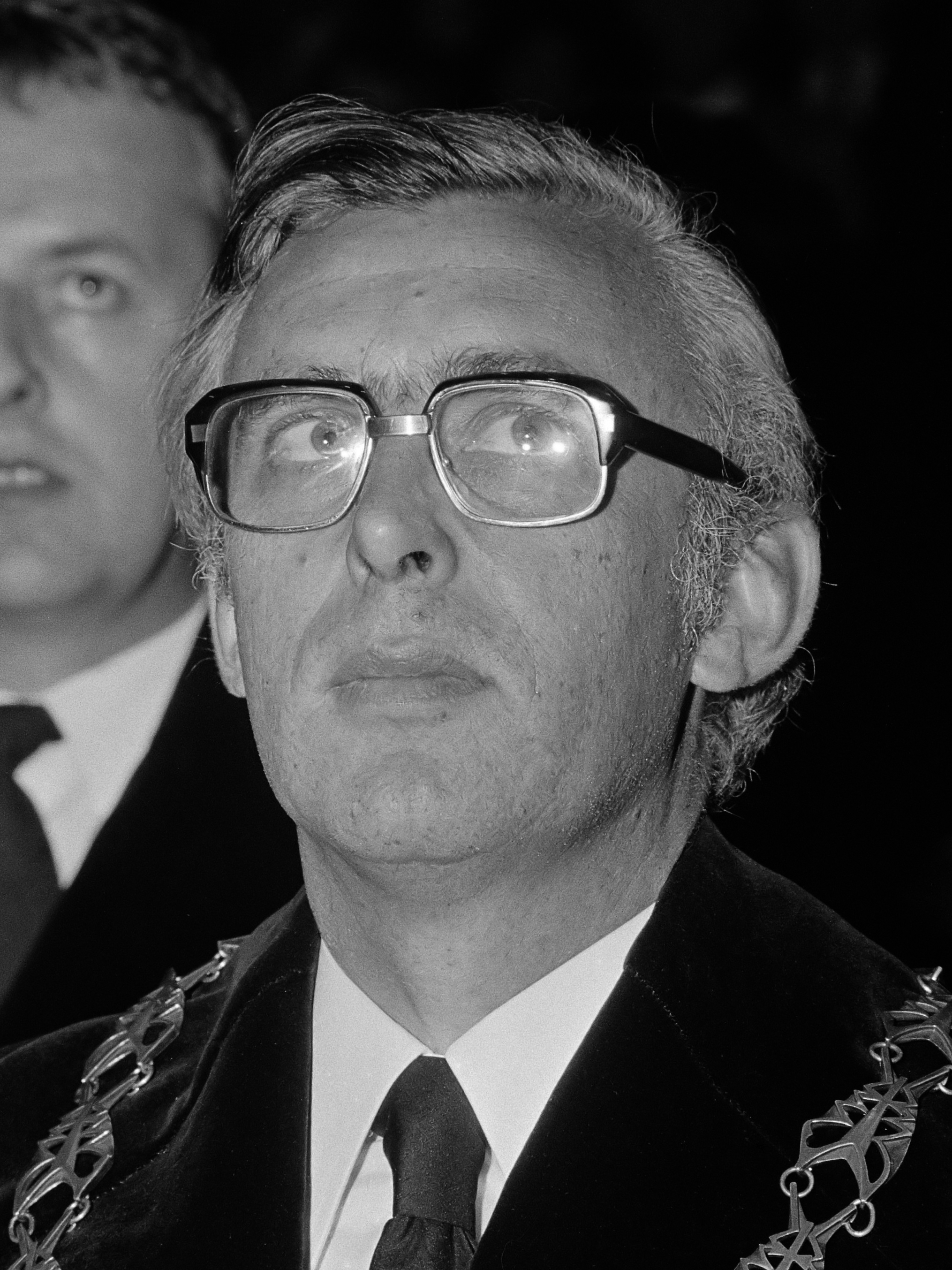
Dirk Marie Schenkeveld

Dirk Marie Schenkeveld, informell Dick Schenkeveld (* 6. Januar 1934 in Alkmaar; † 15. März 2021 in Heemstede) war ein niederländischer Klassischer Philologe (Gräzist).
Dirk Schenkeveld studierte Klassische Philologie an der Vrije Universiteit Amsterdam bei dem Platoniker Gerrit Jacob de Vries. Von 1959 bis 1962 war er Lehrer für alte Sprachen am Erste Christelijk Lyceum in Haarlem, von 1962 bis 1971 wissenschaftlicher Mitarbeiter an der Vrije Universiteit. 1964 wurde er dort mit einer Dissertation Studies in Demetrius on Style promoviert. 1966 verbrachte er ein Jahr am Center for Hellenic Studies der Harvard University. 1971 folgte er Gerrit Jacob de Vries auf dem Lehrstuhl für Gräzistik an der Vrije Universiteit nach. Den Lehrstuhl hatte er bis zu seiner Emeritierung im Jahr 1995 inne. An der Vrije Universiteit war er zudem von 1972 bis 1976 Dekan der Fakultät für Geisteswissenschaften, von 1976 bis 1977 Conrektor und von 1978 bis 1979 Rector Magnificus der Universität. Von 1986 bis 2004 war er Sekretär für Geisteswissenschaften in der Koninklijke Hollandsche Maatschappij der Wetenschappen. Von 1981 bis 2004 gehörte er dem Herausgebergremium der Zeitschrift Mnemosyne an. Zu seinen Schülern zählen Gerard Boter, André Lardinois und Ineke Sluiter.
Schenkevelds Arbeitsgebiete waren die Rhetorik, die Literaturtheorie und -kritik sowie die Grammatik der Antike.

## Schriften (Auswahl)
- (Hrsg.): A Rhetorical Grammar. C. Iulius Romanus – Introduction to the Liber de Adverbio as Incorporated in Charisius’ Ars grammatica II.13. Brill, Leiden/Boston 2004 (mit Übersetzung und Kommentar)
- (Übers.): Demetrius, De juiste woorden. Historische Uitgeverij, Groningen 2000.
- Studies in Demetrius on Style. A.M. Hakkert, Amsterdam 1964. (Dissertation)